# 진해고등해원양성소
진해고등해원양성소(鎮海高等海員養成所)는 1919년 1월 31일에서 1945년 8월 15일까지 있었던 일제 강점기 경상남도 진해의 전문학교였다. 한국해양대학교의 전신 성향 모체이기도 하다.